# Зайончек, Юзеф
Князь (с 1818) Ю́зеф (Иосиф) Зайо́нчек (пол. Józef Zajączek; 1 ноября 1752, Каменец-Подольский — 28 августа 1826, Варшава) — русский, польский и французский генерал, польский якобинец, участник восстания под руководством Тадеуша Костюшко. Затем вёл пророссийскую политику, был доверенным лицом великого князя Константина Павловича, первый наместник Царства Польского (27 ноября 1815 — 28 августа 1826), сенатор-воевода Царства Польского (1815).

## Биография
Представитель польского шляхетского рода Зайончек герба «Свинка». Сын полковника народовой милиции Замойских Антония Зайончека и Марианны Цешковской.
В возрасте 16 лет начал военную службу в армии Речи Посполитой, был кавалеристом и адъютантом гетмана великого коронного Ксаверия Браницкого.

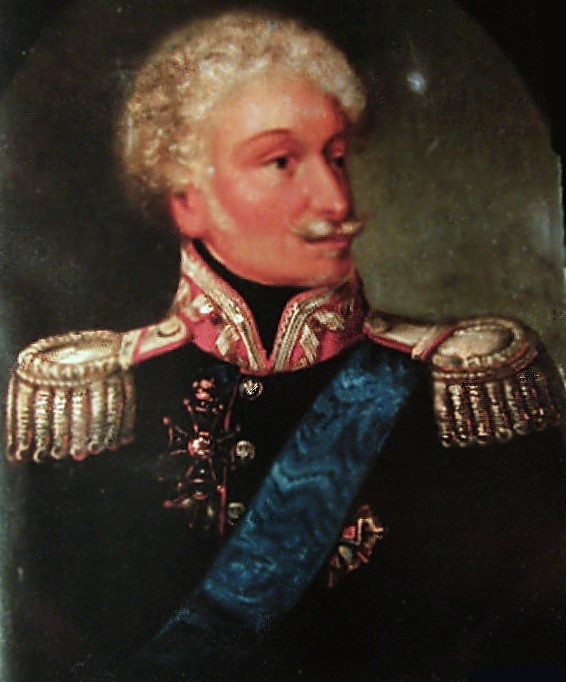
Юзеф Зайончек
(неизвестный художник)

Участвовал в Барской конфедерации, созданной против России, под конец которой находился в Париже в качестве секретаря посла барских конфедератов. После поражения Барской конфедерации весной 1774 года удалился с группой офицеров (в том числе с Казимиром Пулавским) на Балканы, чтобы принять участие на стороне Турции в войне против России, но этот план рухнул из-за поражения в войне Турции. Затем Юзеф Зайончек выехал во Францию, где некоторое время служил во французской армии. После возвращения на родину служил в гвардии гетмана великого коронного Франциска Ксаверия Браницкого, а затем в драгунских отрядах в чине капитана. В 1777 году — подполковник драгунского полка и адъютант гетмана Ф. К. Браницкого.
В 1784 году Ю. Зайончек был избран послом (депутатом) на сейм, где призывал к реформированию и увеличению численности польской армии, а также выступал за сохранение дворянских вольностей. В феврале 1787 года Ю. Зайончек был назначен командиром кавалерийского полка Великой Коронной Булавы в чине полковника. Как сторонник пророссийской группировки гетмана Франциска Браницкого в 1788 году участвовал в осаде русской армией турецкой крепости Очаков.
В 1790 году Ю. Зайончек был избран послом от Подольского воеводства на Четырёхлетний сейм. Во время работы в сейме он покинул группировку Браницкого, присоединившись патриотическо-реформаторской партии. Особенно был заинтересован в судьбе крепостных крестьян и реформировании польской армии.
В мае 1791 года Юзеф Зайончек поддержал принятие новой польской конституции и стал одним из секретарей Объединения сторонников конституции. Он принадлежал к группе польских якобинцев.
В 1792 году Юзеф Зайончек в чине генерал-майора принял участие в русско-польской войне и защите Конституции 3 мая. Отличился в битве под Зеленцами, где командовал 3-м полком передней стражи и был награждён новым орденом Virtuti Militari. После присоединения польского короля Станислава Августа Понятовского к Тарговицкой конфедерации Юзеф Зайончек выступал за продолжение военных действий против России. Затем Ю. Зайончек подал в отставку и отправился в эмиграцию, где принял участие в подготовке и организации польского восстания.

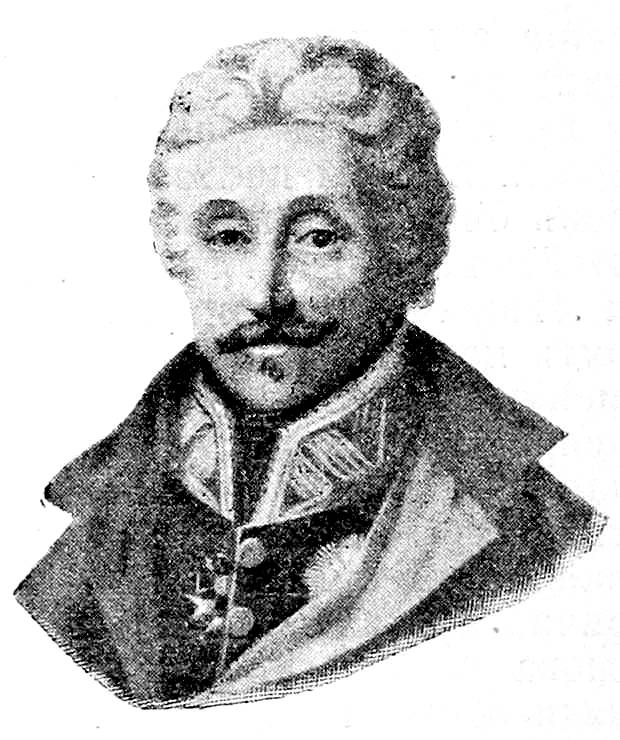
Рис. из «Военной энциклопедии»

В 1794 году Юзеф Зайончек принял активное участие в польском восстании под руководством Тадеуша Костюшко. Участвовал в битвах под Рацлавицами (после чего он был произведен в генерал-лейтенанты), Хелмом и Голькувом. После пленения Т. Костюшко Ю. Зайончек короткое время исполнял обязанности главнокомандующего повстанческими силами. Он был членом Наивысшей Национальной рады, где выражал якобинские взгляды. Также являлся членом Военного суда и руководителем обороны Варшавы.
После взятия русскими войсками Праги и Варшавы Юзеф Зайончек уехал из Варшавы в Галицию, где был арестован австрийцами и объявлен военнопленным. Провел в плену около года.
В 1795 году Юзеф Зайончек был освобожден и уехал во Францию, где поступил на военную службу и участвовал в кампаниях Наполеона Бонапарта 1796—1797 гг. и в Египетской экспедиции. 8 марта 1797 Наполеон произвёл его в бригадные генералы, а в 1799 году назначил командиром так называемого Северного легиона, составленного преимущественно из поляков. С 16 мая 1802 — дивизионный генерал.
С 1807 по 1812 Зайончек находился при французских войсках в Италии. Во время войны 1812 при Березине он потерял ногу и в Вильне 10 декабря 1812 был взят в плен. Император Александр I произвёл его в генералы от инфантерии и назначил в 1815 своим наместником в Царстве Польском и Высочайшим Указом от 17 апреля 1818 возвёл в княжеское достоинство Царства Польского. Из-за деятельности в интересах России среди радикально настроенных поляков имел репутацию изменника.
Князь Юзеф Зайончек скончался 28 августа 1826 года в городе Варшаве.

## Награды
- Орден Почётного легиона, кавалер (Французская республика, 1803)
- Орден Почётного легиона, командор (Французская империя, 1804)[3]
- Орден «Virtuti Militari», командорский крест (Варшавское герцогство, 1807)[3][4]
- Орден Белого орла (Царство Польское, 1815)[3][5]
- Орден Святого апостола Андрея Первозванного (Российская империя, 4 октября 1816)[6][3]
- Орден Святого Александра Невского (Российская империя, 4 октября 1816)[3]
- Орден Святой Анны 1-й степени (Российская империя, 4 октября 1816)[7][3]
- Орден Чёрного орла (Королевство Пруссия, 1819)[8][9]
- Орден Красного орла 1-й степени (Королевство Пруссия, 1819)[10][11]

## Семья

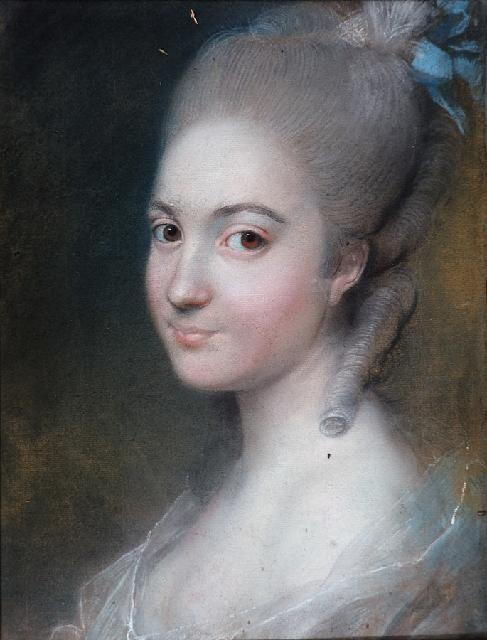
Александра Зайончек

C 1786 года женат на Александре Яковлевне Пернет (ум. 1845), разведённой жене личного врача гетмана Яна Браницкого; с августа 1826 года статс-даме высочайшего двора. Княгиня Зайончек была известна в обществе своей неувядающей красотой. По словам фрейлины В. Туркестановой, она «обладала талантом хорошо выглядеть и производила неизгладимое впечатление молодым лицом, утверждали, что она ежедневно купается в ледяной воде. В 65 лет, ей с трудом можно было дать 40; у неё были восхитительные манеры и осанка, наряды, лицо её нельзя было назвать привлекательным, но глаза княгини были красивыми, а черты лица очень живые, всем своим видом она напоминала герцогиню Курлядскую».
Много хороших слов о ней оставила в своих мемуарах графиня А. Потоцкая. Князь Вяземский, говоря о привлекательных польках, относил к числу их и княгиню Зайончек, «которой загадочные лета терялись в сумраке доисторических годов, но ум был свеж, игрив, и все женские свойства, наклонности и уклончивости нисколько не поддавались давлению времени и ограничениям, которые влекут они за собой». Умерла княгиня Зайончек в Варшаве, достигнув почти ста лет. Её второй брак был бесплодным.